# أوكريا
أوكريا (بالإيطالية: Ucria) هي بلدية في مقاطعة ميسينا في صقلية الإيطالية.

## السكان
في سنة 1861 بلغ عدد السكان 3٬014 نسمة، وتطور العدد ليصل في سنة 2011 لـ 1٬105 نسمة.
يظهر هذا المخطط البياني تطور النمو السكاني لـ أوكريا